# U 22 (U-Boot, 1936)
U 22 war ein deutsches U-Boot vom Typ II B, das im Zweiten Weltkrieg von der Kriegsmarine eingesetzt wurde.

## Geschichte
Der Auftrag für das Boot wurde am 2. Februar 1935 an die Germaniawerft in Kiel vergeben, die Kiellegung erfolgte am 2. April 1936, der Stapellauf am 29. Juli 1936, die Indienststellung am 20. August 1936.
Nach der Indienststellung gehörte das Boot bis zum 31. Dezember 1939 als Kampf- und Frontboot zur U-Flottille „Weddigen“ bzw. zur U-Flottille „Lohs“ in Kiel. Nach der Neugliederung der U-Flottillen gehörte das Boot vom 1. Januar 1940 bis zu seiner Versenkung im März 1940 zur 1. U-Flottille in Kiel.
U 22 unternahm sieben Feindfahrten, auf denen neun Schiffe mit einer Gesamttonnage von 12.452 BRT versenkt wurden.

## Einsatzstatistik

### Erste Feindfahrt
Das Boot lief am 26. August 1939 um 17:50 Uhr von Memel aus und am 9. September 1939 in Kiel ein. Auf dieser 15 Tage dauernden Unternehmung in der Ostsee und der Danziger Bucht zur Überwachung der polnischen Küste während des Überalls auf Polen wurden keine Schiffe versenkt oder beschädigt.

### Zweite Feindfahrt
Das Boot lief am 27. September 1939 um 1:30 Uhr von Kiel aus und am 30. September 1939 um 20:55 Uhr in Wilhelmshaven ein. Auf dieser vier Tage dauernden Unternehmung in der Nordsee wurden keine Schiffe versenkt oder beschädigt.

### Dritte Feindfahrt
Das Boot lief am 15. November 1939 um 1:58 Uhr von Kiel aus und am 24. November 1939 um 21:02 Uhr wieder dort ein. Auf dieser zehn Tage dauernden Unternehmung vor der britischen Ostküste wurden zwei Schiffe mit 845 BRT versenkt.
- 18. November 1939: Versenkung des britischen Dampfers Parkhill (500 BRT) (Lage) durch einen G7e-Torpedo. Er hatte 449 Tonnen Kohle geladen und befand sich auf dem Weg von Blyth nach Kirkwall. Es war ein Totalverlust mit neun Toten.
- 18. November 1939: Versenkung des britischen Dampfers Wigmore (345 BRT).[1]

### Vierte Feindfahrt
Das Boot lief am 16. Dezember 1939 um 12:08 Uhr von Wilhelmshaven aus und am 24. Dezember 1939 um 5:43 Uhr in Kiel ein. Auf dieser neun Tage dauernden und zirka 900 sm über und 79,5 sm unter Wasser langen Minenunternehmung vor dem Hafen von Blyth wurden neun Minen gelegt, auf die vier Schiffe aufliefen und sanken.
- 20. Dezember 1939: Versenkung des schwedischen Dampfers Mars (1.877 BRT) (Lage) durch einen Minentreffer. Er hatte Holzschliff geladen und befand sich auf dem Weg von Köpmanholmen nach London. Es gab sieben Tote.
- 25. Dezember 1939: Versenkung des britischen Hilfs-Minensuchers HMS Loch Donn (534 BRT) durch einen Minentreffer. Es gab 15 Tote.
- 28. Dezember 1939: Versenkung des dänischen Dampfers Hanne (1.080 BRT) (Lage) durch einen Minentreffer. Er fuhr in Ballast und war auf dem Weg von Kopenhagen nach Blyth. Es gab 15 Tote.
- 28. Januar 1940: Versenkung des britischen Dampfers Eston (1.487 BRT) (Lage) durch einen Minentreffer. Er fuhr in Ballast und war auf dem Weg von Hull nach Blyth. Das Schiff war ein Nachzügler aus dem Küsten-Konvoi FN-81 mit elf Schiffen. Es war ein Totalverlust mit 18 Toten.

### Fünfte Feindfahrt
Das Boot lief am 15. Januar 1940 um 23:56 Uhr von Kiel aus und am 24. Januar 1940 um 15:58 Uhr in Wilhelmshaven ein. Auf dieser neun Tage dauernden und 1.392 sm über und 126,2 sm unter Wasser langen Unternehmung an der britischen Ostküste wurden ein Schiff mit 1.328 BRT und ein Zerstörer mit 1.475 t versenkt.
- 21. Januar 1940: Versenkung des britischen Zerstörers HMS Exmouth (1.475 t) (Lage) durch einen G7e-Torpedo. Es war ein Totalverlust mit 189 Toten.
- 21. Januar 1940: Versenkung des norwegischen Dampfers Miranda (1.328 BRT) (Lage) durch einen G7e-Torpedo. Er hatte Kohle geladen und befand sich auf dem Weg nach Oslo. Es gab 14 Tote und drei Überlebende.

### Sechste Feindfahrt
Das Boot lief am 8. Februar 1940 um 12:14 Uhr von Wilhelmshaven aus und am 25. Februar 1940 um 15:29 Uhr wieder dort ein. Auf dieser 17 Tage dauernden und zirka 1.620 sm über und 285,5 sm unter Wasser langen Unternehmung in der Nordsee wurden keine Schiffe versenkt oder beschädigt.

### Siebente Feindfahrt und Verbleib
U 22 lief am 20. März 1940 von Wilhelmshaven aus und wird mit seiner gesamten Besatzung von 27 Mann seit dem 23. März 1940 in einem Minenwarngebiet vor dem westlichen Skagerrak vermisst. Die Position könnte 57° 30′ N, 9° 0′ O im Marine-Planquadrat AN 3670 gewesen sein.